# Illa de Portland
L'illa de Portland (en anglès: Isle of Portland), de 6 km de llarg per 2,4 km d'ample, es troba al Canal de la Mànega, encara que no és part de les anomenades Illes Anglonormandes. Composta principalment de roca calcària, Portland està situada 8 km al sud de la localitat turística de Weymouth, constituint el punt més meridional del comtat de Dorset (Anglaterra). L'illa es connecta a Gran Bretanya a través de Chesil Beach, comunicant-se per mitjà d'un pont a la ruta A354 amb Weymouth, juntament amb la qual forma el borough de Weymouth i Portland. La seva població és de gairebé 13.000 habitants.
Portland es troba emplaçada prop del centre de la Costa Juràssica, declarada Patrimoni de la Humanitat i situada sobre les costes de Dorset i de l'est de Devon, important per la seva geologia i accidents geogràfics. El nom de l'illa va ser adoptat per una de les Àrees Marines Britàniques per al pronòstic meteorològic i per diverses localitats nord-americanes i australianes. La pedra de Portland, utilitzada en diverses construccions britàniques com la Catedral de Saint Paul i el Palau de Buckingham, és extreta encara en l'actualitat.
El port, enclavat a la costa nord de l'illa, va ser una base important de la Royal Navy durant la Primera i la Segona Guerra Mundial. La Marina Real i l'Organització del Tractat de l'Atlàntic Nord van entrenar a les seves aigües fins a la dècada del 1990. El port constitueix una popular zona de recreació en l'actualitat i és allí on se situa l'Acadèmia Nacional de Navegació de Weymouth i Portland, la qual estarà a càrrec dels esdeveniments pertinents a aquesta disciplina als Jocs Olímpics de Londres 2012.

## Història

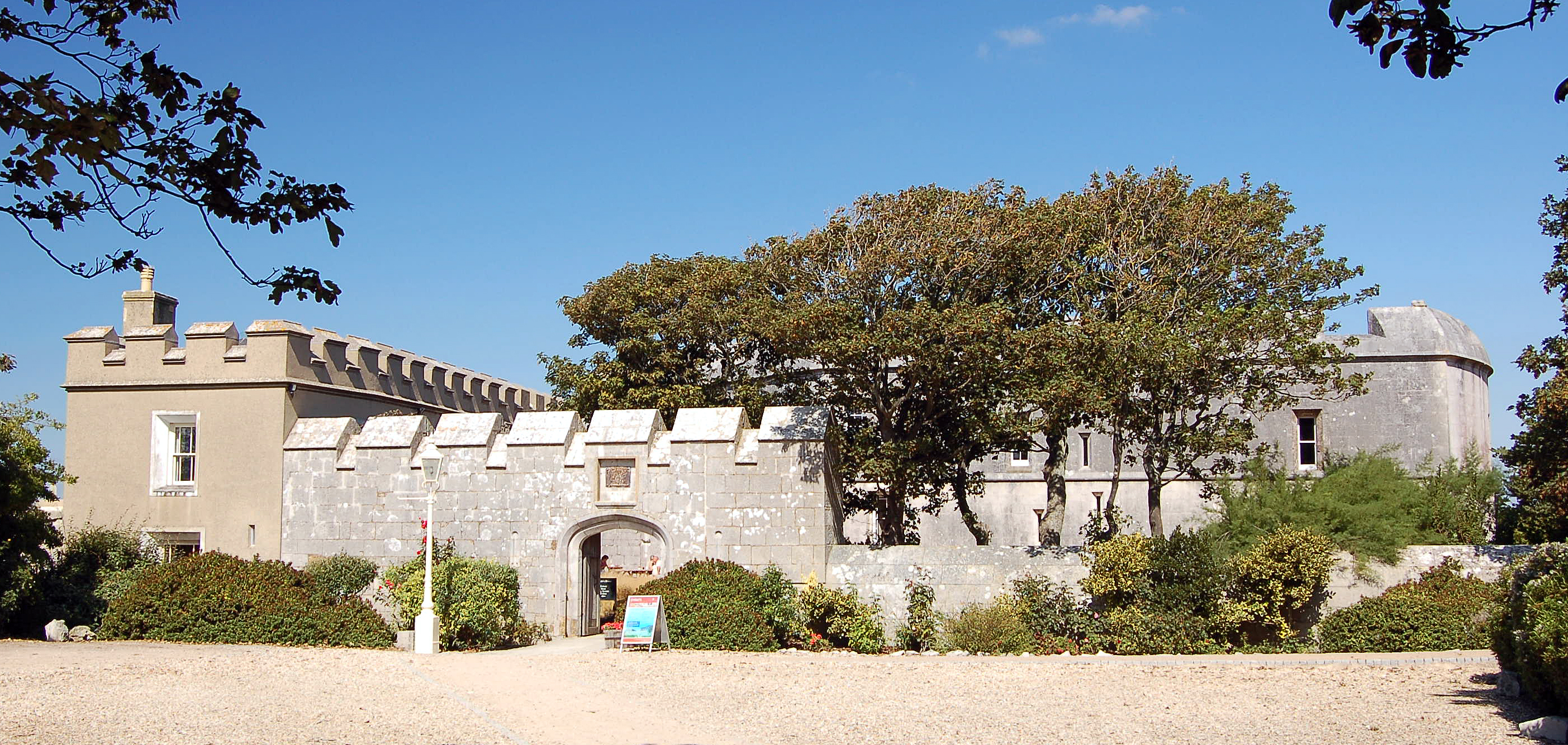
El Castell de Portland va ser construït al per defensar l'illa.

Portland ha estat habitada des d'almenys el Mesolític (el període mitjà de l'edat de pedra): existeix evidència arqueològica d'habitants d'aquesta època prop de Portland Bill i que ha estat poblada des de llavors. Els romans van prendre possessió de l'illa i, segons es diu, la van cridar Vindelis. El 1539, el rei Enrique VIII va ordenar la construcció del Castillo de Portland per defensar-la dels atacs francesos; l'edificació del mateix va costar £4.964. És un dels castells millor preservats d'aquest període, i es troba obert al públic sota l'administració del English Heritage.
Sir Christopher Wren, destacat arquitecte i Membre del Parlament per Weymouth, va utilitzar sis milions de tones de pedra de Portland per reconstruir parts destruïdes de Londres després del Gran Incendi de 1666. La roca apareix a diversos edificis coneguts de la ciutat, incloent-hi la Catedral de Sant Pablo i el front oriental del Palacio de Buckingham. Després de la Primera Guerra Mundial, una pedrera va ser oberta per la Corona amb la finalitat de proveir de pedra calcària pel Cenotafi del Palau de Whitehall i per a mig milió de làpides en cementiris de guerra, i després de la Segona Guerra Mundial, centenars de milers de làpides van ser tallades en aquesta pedra per als soldats caiguts en el Front Occidental. El ciment de Portland, d'altra banda, no és manufacturat a l'illa, sinó que deu el seu nom al fet que la seva coloració és similar a la de la pedra de Portland.
Hi ha hagut vies fèrries en Portland des de començaments del segle xix. Obert en 1826, el Merchant's Railway va ser el primer a l'illa i unia les pedreres al nord de Tophill amb els molls de Castletown, on la pedra era embarcada per a la seva posterior distribució per tot el país. El Weymouth and Portland Railway va ser inaugurat en 1865 i anava des d'una estació en Melcombe Regis fins a l'estació Victoria Square en Chiswell, travessant Fleet i viatjant sota el nivell del mar darrere de Chesil Beach. La línia continuava sota el nom de Easton and Church Hope Railway, avançant a través de Castletown i ascendint els penya-segats de East Weares per després doblegar al nord cap a una estació en Easton. La línia va tancar al públic el març de 1965.
Les inundacions costaneres han afectat els residents i el transport de l'illa des de fa segles. L'única ruta de fuita, Chesil Beach, es troba sota el nivell del mar, igual que Chiswell. A la tardor i hivern, Chesil Beach enfronta fortes tempestes i grans ones. Després de dues severes inundacions en la dècada de 1970, el Consell del borough de Weymouth i Portland i Wessex Water van decidir investigar l'estructura de les platges i possibles projectes de defensa costanera amb la finalitat de protegir Chiswell i la ruta. El projecte que va anar finalment escollit en la dècada de 1980 va reduir la profunditat i la durada de les inundacions.

### Port de Portland
El port de Portland és un dels més profunds (des de 12 m a 20 m de profunditat) i grans (8,6 km²) construïts per l'home. La primera escullera la va manar construir el príncep Albert el 1849 i l'últim Albert Eduard, Príncep de Gal·les, el 1872. Van ser erigits per civils principalment, però la pedra era extreta per convictes. Vint-i-dos homes van morir durant la construcció i per al moment en què les esculleres van estar finalitzades, contenien 5.731.376 tones de roca, havent costat £1.167.852. El port i la badia de Weymouth presenten una peculiar característica: una marea amb dues baixades, fenomen causat pel temps que triga l'aigua a passar Portland Bill.

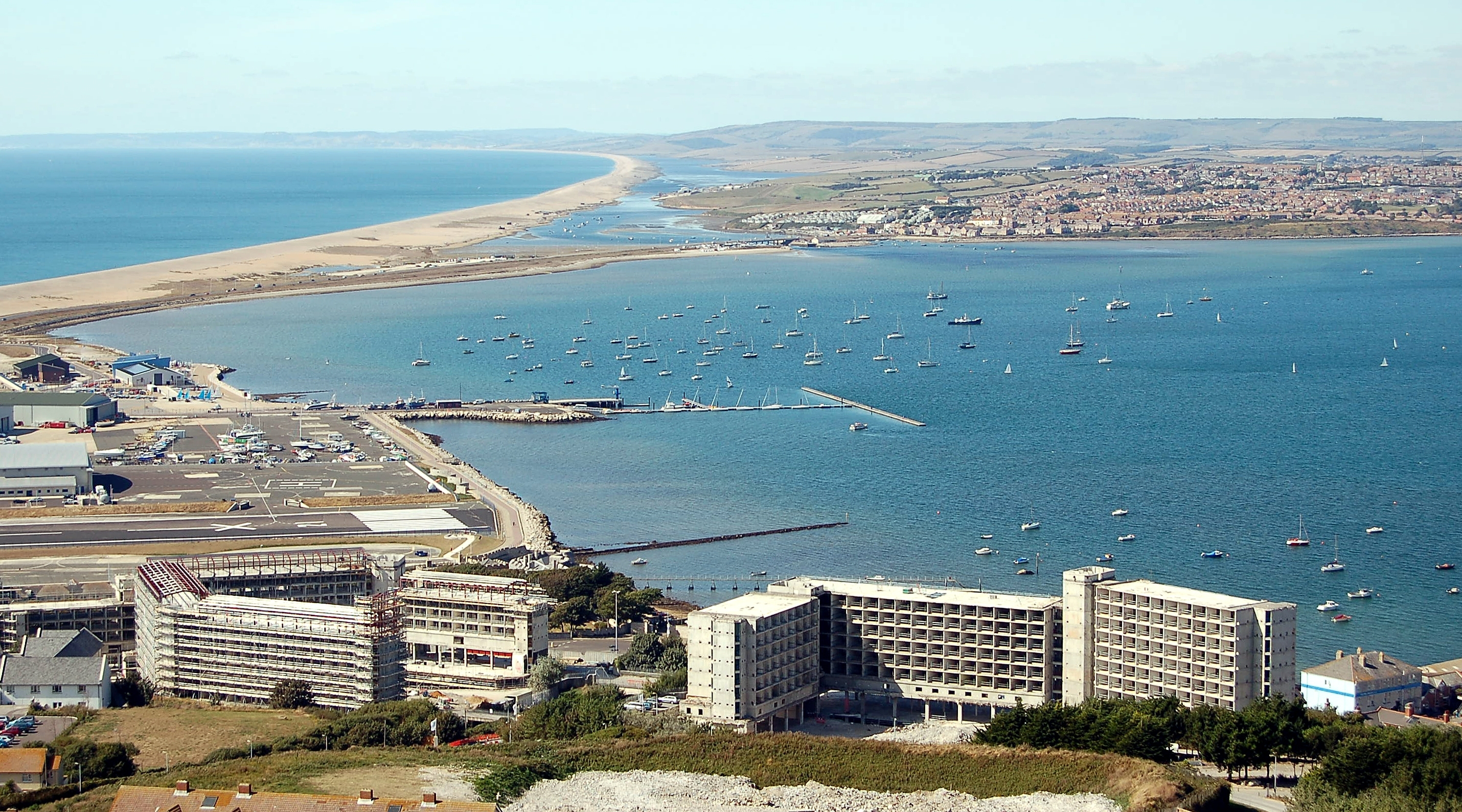
El port de Portland va ser seu de bases de la Marina Real Britànica. La imatge mostra les seves antigues casernes en primer pla.

La Marina Real va tenir bases en el port de Portland des del 1919 i la primera d'elles va ser anomenada HMS Serepta. Durant la Segona Guerra Mundial, Portland va ser un important blanc de bombardeig a causa que els vaixells de la Marina estaven amarrats en el seu port. Per protegir-ho dels torpedes i dels atacs submarins, el HMS Hood va ser enfonsat en el pas existent entre les esculleres meridionals. El 1946, les àrees de recreació i joc es van convertir en un heliport, i el 1959, l'estació va ser formalment nomenada HMS Osprey; la base, que amb 229 metres és una de les pistes d'aterratge més curtes d'Anglaterra, va ser gradualment millorada amb noves zones d'aterratge. Existeixen encara dues presons a Portland, HMP the Verne i un establiment de la Institució de La seva Majestat per a Joves Delinqüents, i al port se situa l'únic vaixell-presó del Regne Unit, el Weare, encara amarrat en aquest lloc després del seu tancament el 2005.
La base naval va tancar al final de la Guerra Freda, en el 1995, i la Real Estació Aèria, el 1999, encara que la pista es va mantenir en ús per als vols d'investigació i rescat per part dels Guardacostas de La seva Majestat com MRCC Portland. La zona jurisdiccional de la MRCC Portland s'estén fins a la meitat del Canal de la Manxa i des del Start Point (Devon) fins al límit entre Dorset i Hampshire, cobrint una àrea de vora 10.400 km². Els dotze equips d'investigació i rescat a l'àrea de Portland van bregar amb gairebé mil accidents el 2005; la majoria dels equips usa llanxes però la tripulació de Portland utilitza un helicòpter Sikorsky S-61.

## Política i govern

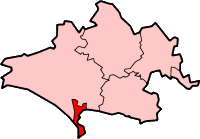
Weymouth i Portland en Dorset.

Portland és una antiga Royal Manor, i fins al segle xix va constituir en termes administratius una liberty independent dins de Dorset. L'illa va ser un districte urbà des de 1894 a 1974, fins al sorgiment del borough de Weymouth i Portland el 1r d'abril d'aquest any, sota l'Acta de Govern Local de 1972, fusionant-se a través d'aquest l'antic borough de Weymouth i Melcombe Regis amb el districte urbà de Portland. El borough està dividit en quinze wards per a les eleccions, tres dels quals s'estenen pel territori de l'illa. Les eleccions tenen lloc cada quatre anys.
L'actual alcalde de Weymouth i Portland -any 2008- és Davis Harris (Partit Liberal Demòcrata), sent Tim Munro (independent) el vicealcalde i Alcalde del Consell de la Localitat de Portland (Major of Portland Town Council). Weymouth, Portland i el districte de Purbeck es troben en el districte electoral parlamentari de Dorset South, creat l'any 1885. El mateix tria un Membre del Parlament, càrrec ocupats en l'actualitat per Jim Knight (Partit Laborista), qui és a més Ministre d'Estat d'Escoles. South Dorset, la resta del Sud-oest d'Anglaterra i Gibraltar conformen el districte electoral del Sud-oest d'Anglaterra del Parlament Europeu.
Weymouth i Portland és ciutat germana de la localitat alemanya d'Holzwickede, a Renania del Nord-Westfàlia, des del 1986 i de la localitat francesa de Louviers, al departament d'Eure (Alta Normandia), des del 1959.

## Geografia

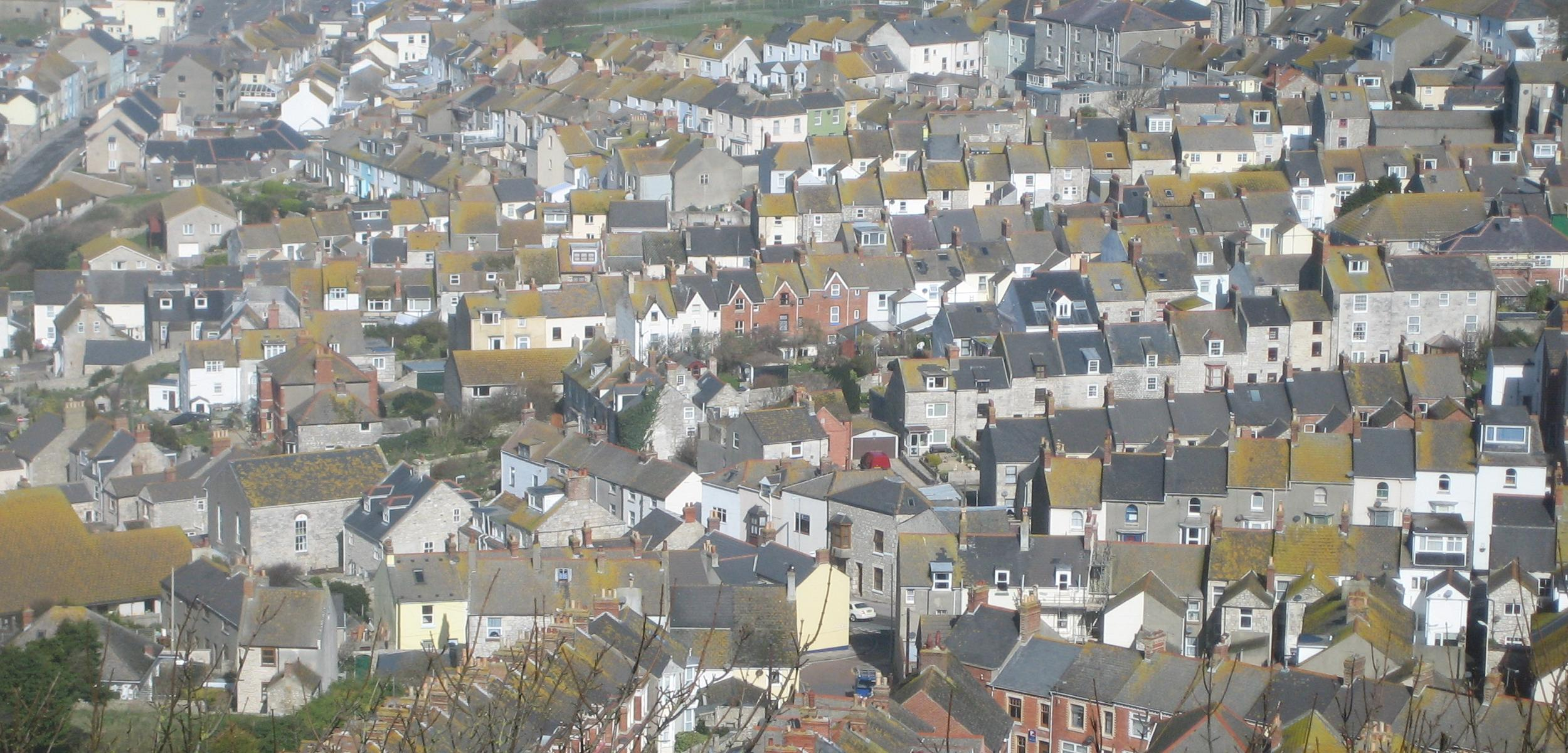
Terraced houses fetes amb pedra de Portland en Fortuneswell (Underhill).

L'illa està situada al Canal de la Manxa, 3 km al sud de la costa, 8 km al sud de Weymouth i 200 km a l'oest-sud-oest de Londres. Es troba aproximadament al mig de la Costa Juràsica, declarada Patrimoni de la Humanitat per la Unesco; la mateixa inclou 153 km de costes a Dorset i a l'est de Devon, que es destaquen per la seva geologia i accidents geogràfics. El Sendera de la Costa Sud-oest, que amb els seus 1.014 km constitueix el més llarg camí per recórrer a peu a Regne Unit, envolta l'illa. Portland està connectada a Gran Bretanya a Abbotsbury a través de Chesil Beach, un tómbol que s'estén 29 km en adreça nord-oest cap a West Bay. Aquesta característica va fer que fos incorrectament definida com una península o un tómbol en si mateixa. Portland és una illa unida a terra ferma per mitjà de Chesil Beach que sí que és un tómbol.
Existeixen vuit concentracions demogràfiques a Portland, sent les més grans: Fortuneswell (Underhill) i Easton (Tophill). Castletown i Chiswell són altres poblats d'Underhill, mentre que Weston, Southwell, Wakeham i The Grove es troben emplaçats a Tophill. Els edificis més vells de l'illa van ser construïts amb pedra de Portland; les cases tenen parets d'entre 30 i 60 cm d'ample. La major part dels habitatges no han estat pintats i conserva la coloració groguenca o grisenca de la roca, donant-li a les construccions de l'illa un aspecte particular.

### Geologia

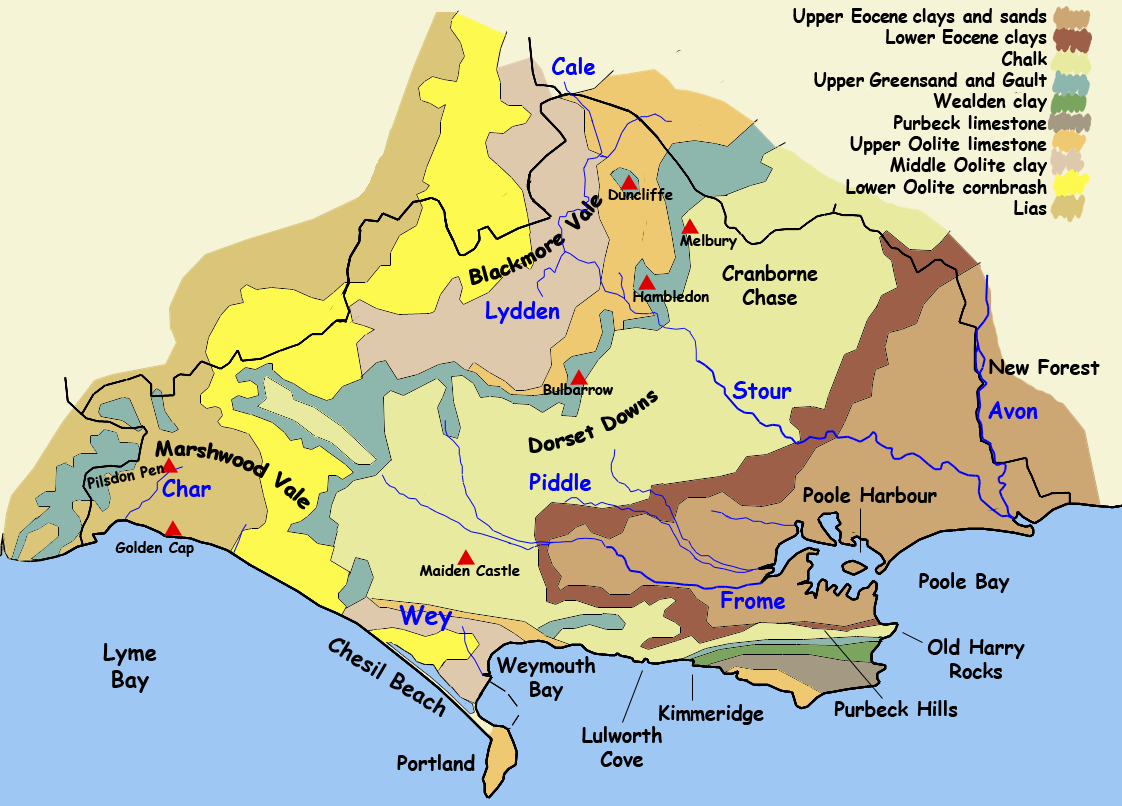
Mapa geològic de Dorset.

Geològicament, Portland es divideix en dues parts: l'escarpada zona nord és anomenada Underhill, al mateix temps que la porció més gran de l'illa, menys inclinada, és coneguda com a Tophill. La pedra de Portland jeu sota aquesta última; en aquesta part de l'illa el sòl presenta una suau declinació d'aproximadament 1,5 graus, des d'una altitud de prop de 151 m prop de The Verne en el nord fins -amb prou feines- sobre el nivell del mar en Portland Bill. La geologia d'Underhill és diferent: sobre la seva superfície preval un escarpat escarpe compost de sorra de Portland, que descansa sobre una capa més gruixuda d'argila de Kimmeridge, la qual s'estén cap a Chesil Beach i el port. Aquesta argila ha resultat d'una sèrie de despreniments de terra, formant els West Weares i els East Weares.
Al sud de Dorset, 2,4 km sota la superfície existeix una capa de surt de roca del Triàsic. Portland és un dels quatre llocs a Regne Unit on la sal és prou gruixuda per crear cavitats estables en ella. Els jaciments de gas a l'illa han portat a l'excavació de catorze pous per extreure 1 milió m³ de gas natural, que és l'1% de la demanda anual del nacional. En el 2009, els pous es connectaran a la xarxa nacional de gas a Mappowder a través d'una canonada de 37 km. En superfície, les instal·lacions estaran acabades per proveir gas per primera vegada el 2010, i el complex íntegrament estarà habilitat per al proveïment el 2013. Com a part d'un projecte de £350 milions, es planeja construir un centre educatiu amb un cafè i un espai d'exhibició sobre la geologia de l'illa, la qual cosa costarà £1,5 milions.

### Portland Bill

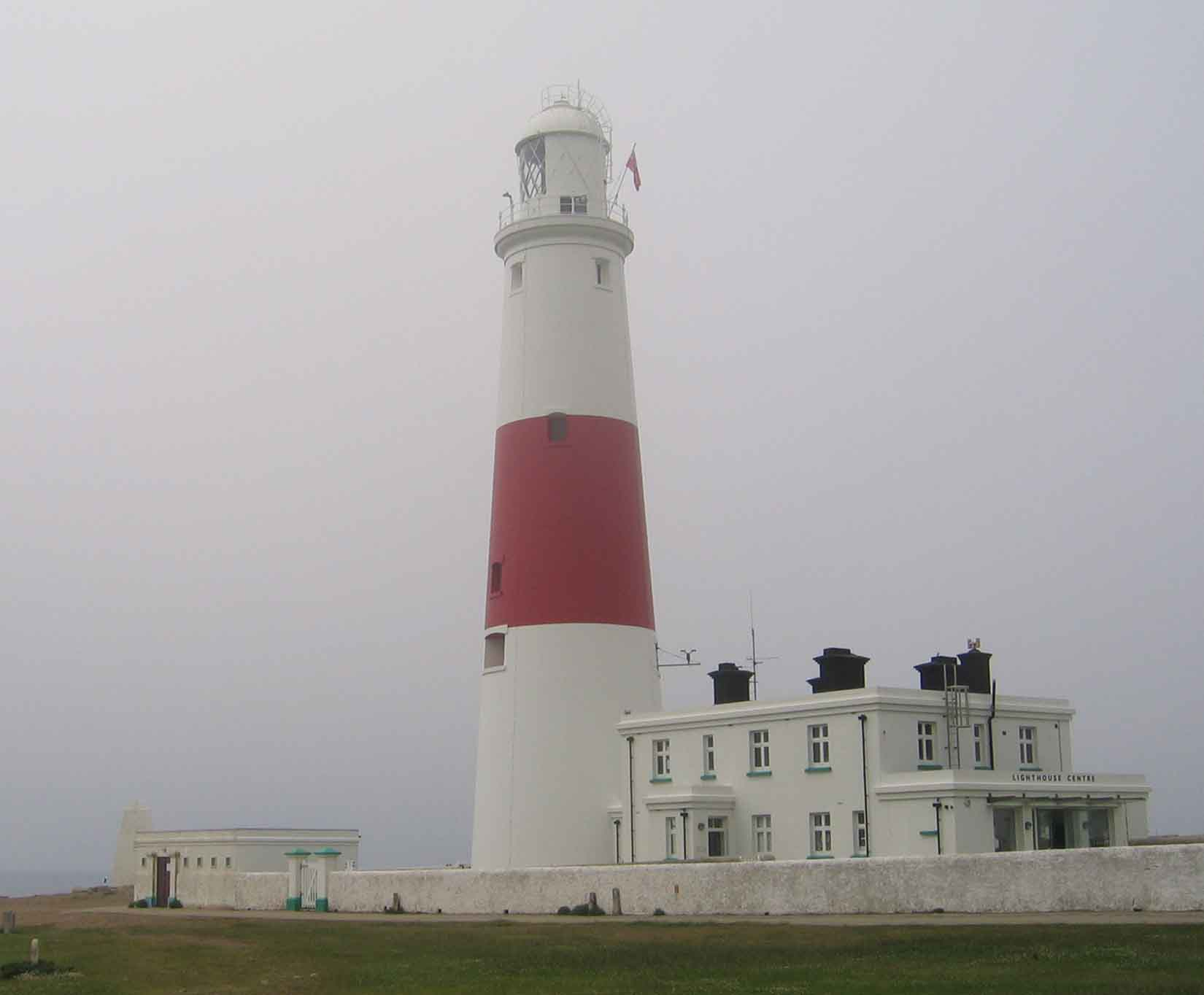
Far i oficina turística a Portland Bill.

Portland Bill és una petita península emplaçada en l'extrem meridional de l'illa i no ha de ser confosa amb l'illa en si mateixa. És un estret promontori de pedra de Portland que constitueix el punt més meridional de Tophill. Existeixen sobre ella tres fars; és un important punt de referència per als vaixells que passen pel lloc. El far actual va ser renovat el 1996 i des de llavors és controlat a través de computadores; una oficina turística va ser construïda a prop per brindar informació als visitants i guiar passejos pel mateix. Els dos fars més vells se situen més prop de l'interior de l'illa i un d'ells és un important observatori utilitzat per ornitòlegs, proveint informació sobre la migració d'aus i allotjament pels turistes.
El sortint de Portland (the Shambles) és una extensió submarina de pedra de Portland que s'endinsa al Canal de la Manxa a un lloc on la profunditat del mateix és d'entre 20 m i 40 m. El flux de les marees és alterat per la geologia del lloc. Fins als 10 m de profunditat i 2,4 km de distància, les marees corren cap al sud de Portland Bill; aquest fenomen es denomina Portland Race. El corrent cessa només en breus períodes durant les dotze hores i mitja del cicle mareal i pot aconseguir els 4 m per segon.

### Ecologia

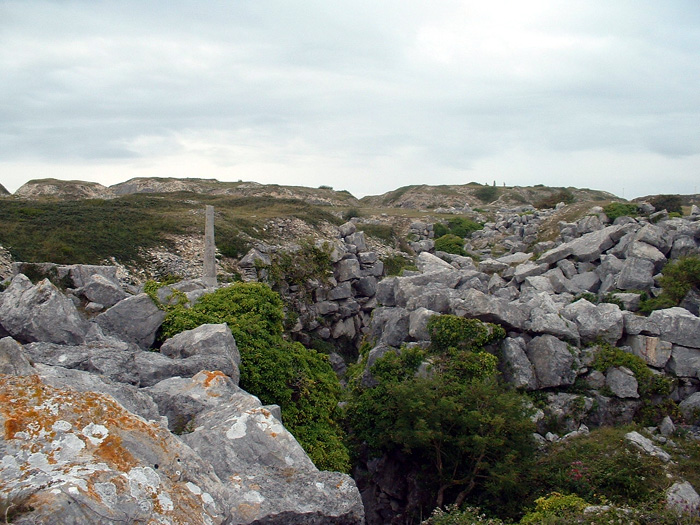
La pedrera en desús Tout va esdevenir un parc d'escultures i una reserva natural. Diferents escultors, incloent-hi Antony Gormley, hi han treballat.

A causa de la seva aïllada localització costanera, l'illa de Portland presenta una gran diversitat de flora i fauna; la costa i algunes pedreres en desús van ser designades Llocs d'Especial Interès Científic. Les aus marines i migratòries ocupen l'illa en diferents estacions de l'any, i de vegades, aquestes inclouen espècies estranyes que atreuen ornitòlegs de tot el país. Els dofins, les balenes i el tauró pelegrí (Cetorhinus maximus) són alguns dels visitants poc comuns de Portland. Chesil Beach és un dels dos únics llocs al Regne Unit on habita el grill escamós, que a diferència d'altres grills no disposa d'ales i ni canta ni salta.
El clima comparativament càlid i assolellat de l'illa permet el desenvolupament de certes espècies de plantes que no existeixen a Gran Bretanya. El sòl calís té pocs nutrients, i per això prosperen espècies petites de flors silvestres i pastura, i no hi ha plantes de majors dimensions. La lavanda del mar de Portland pot ser trobada en els més alts penya-segats marins; endèmica de l'illa, és una de les plantes més inusuals del país. Les flors i plantes silvestres creen un hàbitat perfecte per les papallones: més de la meitat de les 57 espècies de papallones britàniques habiten a l'illa, incloent-hi varietats que emigren des d'Europa continental. Entre les espècies que viuen a Portland -poc freqüents dins del Regne Unit- es troba la Plebeius argus.

### Clima
El mar afable que envolta l'illa origina un clima temperat (Classificació climàtica de Köppen: Cfb) amb una petita variació a les temperatures diàries i anuals. La temperatura mitjana des del 1971 al 2000 va ser d'entre 10,2 i 12 °C. El mes més càlid és agost amb una amplitud tèrmica d'entre 13,3 i 20,4 °C, i el més fred, febrer, amb una amplitud d'entre 3,1 i 8,3 °C. Les temperatures màximes i mínimes de tot l'any són superiors a les de la mitjana d'Anglaterra. La temperatura mitjana de la superfície del mar al proper Weymouth oscil·la entre els 7 °C al febrer i els 17,2 °C a l'agost.
| Mitjanes climatològiques de Weymouth i Portland                     | Mitjanes climatològiques de Weymouth i Portland | Mitjanes climatològiques de Weymouth i Portland | Mitjanes climatològiques de Weymouth i Portland | Mitjanes climatològiques de Weymouth i Portland | Mitjanes climatològiques de Weymouth i Portland | Mitjanes climatològiques de Weymouth i Portland | Mitjanes climatològiques de Weymouth i Portland | Mitjanes climatològiques de Weymouth i Portland | Mitjanes climatològiques de Weymouth i Portland | Mitjanes climatològiques de Weymouth i Portland | Mitjanes climatològiques de Weymouth i Portland | Mitjanes climatològiques de Weymouth i Portland | Mitjanes climatològiques de Weymouth i Portland | Mitjanes climatològiques de Weymouth i Portland |
| Mes                                                                 | Ena                                             | Feb                                             | Mar                                             | Abr                                             | May                                             | Jun                                             | Jul                                             | Ago                                             | Sep                                             | Oct                                             | Nov                                             | Dic                                             | any                                             |                                                 |
| ------------------------------------------------------------------- | ----------------------------------------------- | ----------------------------------------------- | ----------------------------------------------- | ----------------------------------------------- | ----------------------------------------------- | ----------------------------------------------- | ----------------------------------------------- | ----------------------------------------------- | ----------------------------------------------- | ----------------------------------------------- | ----------------------------------------------- | ----------------------------------------------- | ----------------------------------------------- | ----------------------------------------------- |
| Temperatura màxima mitjana (°C)                                     | 8,4                                             | 8,3                                             | 10,0                                            | 12,5                                            | 15,4                                            | 17,9                                            | 20,3                                            | 20,4                                            | 18,3                                            | 15,0                                            | 11,5                                            | 9,3                                             | 13,9                                            |                                                 |
| Temperatura mitjana (°C)                                            | 6,0                                             | 5,7                                             | 7,2                                             | 9,6                                             | 11,8                                            | 14,1                                            | 16,4                                            | 16,9                                            | 15,0                                            | 12,2                                            | 8,9                                             | 6,9                                             | 10,9                                            |                                                 |
| Temperatura mínima mitjana (°C)                                     | 3,5                                             | 3,1                                             | 4,3                                             | 6,6                                             | 8,1                                             | 10,3                                            | 12,5                                            | 13,3                                            | 11,6                                            | 9,3                                             | 6,2                                             | 4,5                                             | 7,8                                             |                                                 |
| Hores de sol mitjana                                                | 62,4                                            | 79,9                                            | 120,6                                           | 185,2                                           | 221,9                                           | 213,8                                           | 235,1                                           | 217,5                                           | 162,9                                           | 118,8                                           | 81,7                                            | 55,7                                            | 1768,4                                          |                                                 |
| Precipitacions mitjana (mm)                                         | 76,6                                            | 64,3                                            | 62,9                                            | 47,6                                            | 46,6                                            | 47,0                                            | 35,6                                            | 52,2                                            | 66,4                                            | 77,4                                            | 84,5                                            | 90,9                                            | 751,7                                           |                                                 |
| Informació obtinguda entri: WPBC and Met Office (Mitjana 1971?2000) |                                                 |                                                 |                                                 |                                                 |                                                 |                                                 |                                                 |                                                 |                                                 |                                                 |                                                 |                                                 |                                                 |                                                 |

El borough de Weymouth i Portland, juntament amb la resta de la costa sud, té sovint el clima més assolellat del Regne Unit. Weymouth i Portland va tenir una mitjana d'1.768,4 hores de sol anuals entre 1971 i el 2000, que és amb prou feines per sobre del 40% del màxim d'hores de sol possibles i 32% per sobre de la mitjana del Regne Unit, d'1.339,7 hores. En quatre dels últims nou anys, va haver-hi més de 2.000 hores de sol. Desembre és el mes més ennuvolat, amb una mitjana de 55,7 hores de sol, i juliol, el més assolellat, amb una mitjana de 235,1 hores; els totals d'hores de sol de tots els mesos es troben bastant per sobre de la mitjana del Regne Unit. El mes més plujós és desembre, amb una mitjana de 90,9 mm de pluja, i el més sec, juliol, amb una mitjana de 35,6 mm. En tot el país, aquest mínim de pluja a l'estiu només es dona en la costa sud d'Anglaterra. La mitjana anual de pluja de 751,7 mm es troba bastant per sota de la mitjana nacional amb 1.125,0 mm, i els totals mensuals de pluja al llarg de l'any també són inferiors a la mitjana del Regne Unit. Portland no es veu tan afectada per les tempestes atlàntiques que castiguen a Devon i a Cornualla.

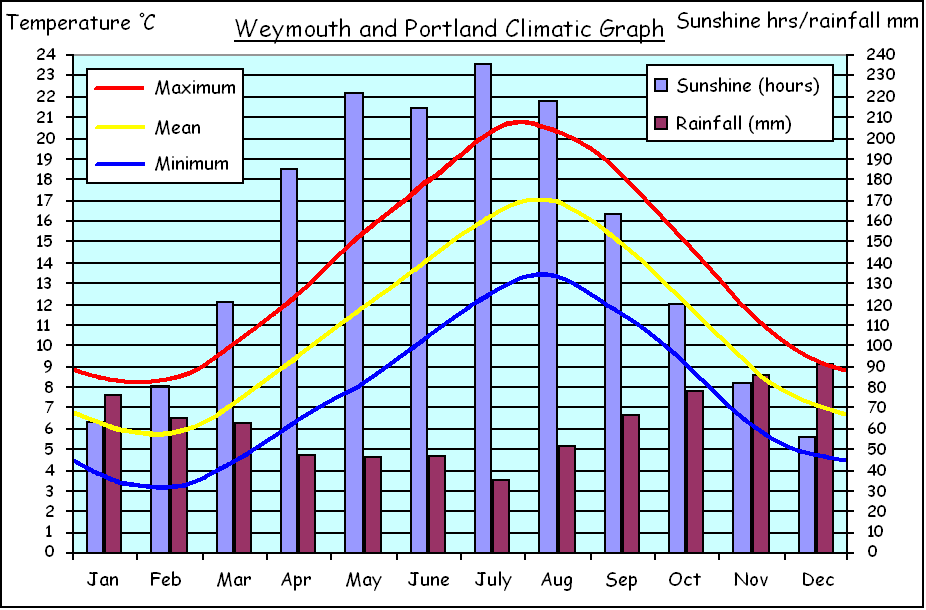
Gràfic climàtic de Weymouth i Portland.

Els mars suaus al voltant de l'illa mantenen les temperatures nocturnes per sobre del punt de congelació, fent del gebre un fet molt poc freqüent: en mitjana hi ha gebre només vuit vegades per any, enfront de l'àmpliament superior mitjana anual del Regne Unit de 55,6 dies amb gebre. Els dies amb neu són igualment inusuals: en mitjana, de zero a sis dies per any; gairebé tots els hiverns tenen un dia o menys amb caiguda de neu. Pot ser que neu o que caigui aiguaneu un parell de vegades a l'hivern, però gairebé mai arriba a dipositar-se sobre el sòl; les àrees costaneres en el sud-oest, com Portland, experimenten els hiverns menys crus del Regne Unit. La temporada de cultius en Weymouth i Portland dura nou mesos per any.

## Demografia
| Religió      | %     |
| ------------ | ----- |
| Budistes     | 0,21  |
| Cristians    | 74,67 |
| Hindús       | 0,03  |
| Jueus        | 0,12  |
| Musulmans    | 0,30  |
| Ateus        | 15,89 |
| Altres       | 0,32  |
| Sijs         | 0,03  |
| No declarats | 8,43  |

A mitjans del 2005, s'estimava que la població de Portland era de 12.710 habitants. Al mateix any, hi havia 5.474 llars a l'illa, en una àrea d'11,5 km², la qual cosa donava una densitat poblacional de 1.100 persones per km². La població és gairebé enterament nativa d'Anglaterra, i el 96,8% dels habitants pertanyen a la raça blanca. El preu de les propietats en Weymouth i Portland és relativament alt si l'hi compara amb l'estàndard del Regne Unit, però prop del normal per al sud d'Anglaterra. El 2007, el preu mitjà per una detached house (aquell habitatge unifamiliar que no té cap edifici adossat) era de £327.569; les semi-detached houses (les que es troben adossades a una altra casa per un dels seus costats) i les terraced houses -aquelles que formen part d'una filera de cases adossades entre si- eren més econòmiques, amb un preu mitjà de £230.932 i £190.073 respectivament. Un apartament costava al voltant de £168.727.
Les taxes de crim a l'illa són inferiors a les de Weymouth i a les del Regne Unit; va haver-hi 9,1 robatoris a cases per cada mil llars el 2005 i el 2006, xifra que supera la del Sud-oest d'Anglaterra íntegrament (8,9 per cada mil), però que és menor a la d'Anglaterra i Gal·les (13,5 per cada mil). Els nivells de desocupació són més baixos a l'estiu que a l'hivern: al juliol del 2006 l'1,8% de la població econòmicament activa no tenia ocupació, mentre que el 5,3% de la mateixa estava aturat en la mitjana anual, sent aquesta última xifra igual a la de la mitjana nacional. La religió més important en Weymouth i Portland és el cristianisme (poc menys del 75% de la població), mentre que gairebé el 16% es declara atea.

## Transport

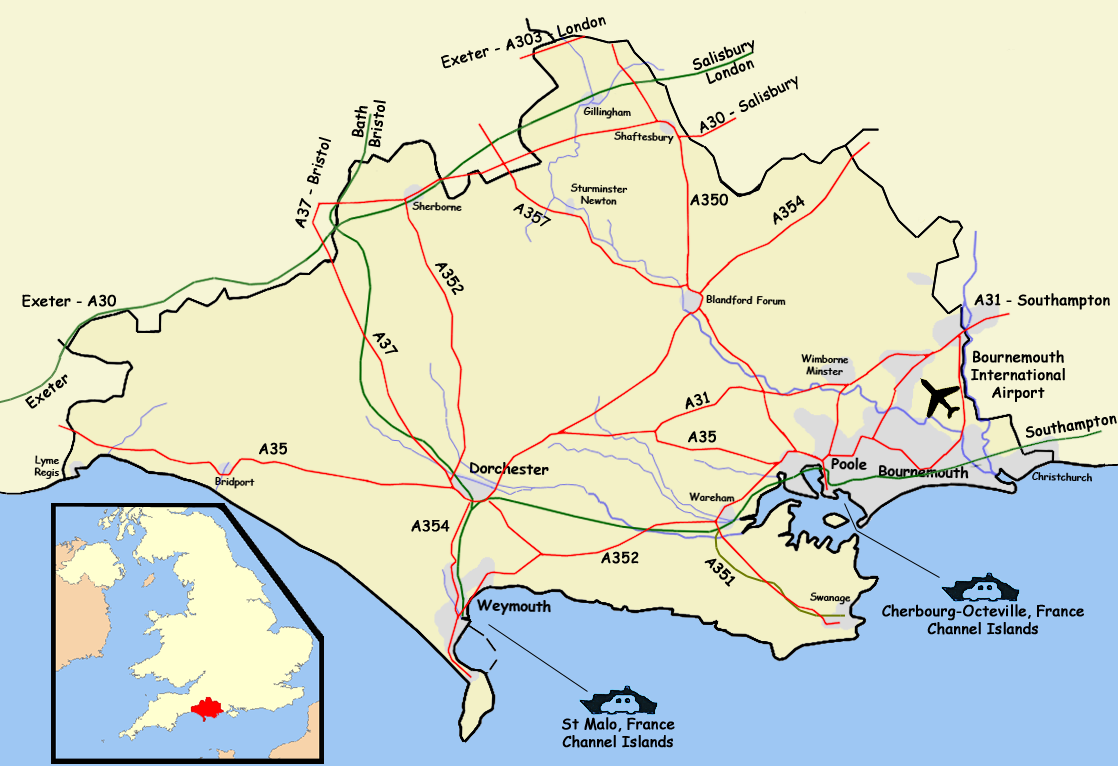
La ruta A354 connecta a Portland amb la xarxa central de carreteres i altres serveis de transport a Weymouth.

La ruta A354 és l'única sortida de l'illa, i la comunica amb Weymouth i amb la ruta A35 a Dorchester. L'A354 comença a Easton, dividint-se en una secció nord a través de Chiswell i una secció sud a través de Fortuneswell, després s'estén al llarg de Chesil Beach i creua un pont per arribar a Wyke Regis a terra ferma.
Per alleujar el tràfic entre Weymouth i Portland, Jurassic Coast Railways va proposar la construcció d'una ferrovia amb el mateix recorregut de l'antic Weymouth and Portland Railway a temps pels Jocs Olímpics de Londres 2012. Els regidors i membres del Parlament locals recolzen el projecte; no obstant això, el Membre del Parlament Jim Knight i l'Agència de Desenvolupament Regional del Sud-oest van manifestar la seva preocupació sobre que el projecte de £60 milions estigués acabat a temps perquè la via fèrria sigui integrada al programa de desenvolupament d'Osprey Quay, fet podria presentar inconvenients en la construcció de la ruta proposada.
La companyia FirstGroup està a càrrec dels autobusos locals i realitza viatges des de Portland fins al centre de Weymouth. Aquesta localitat serveix d'eix per al servei d'autobusos en el sud de Dorset, proveint serveis a Dorchester i a pobles propers. El servei de Jurassic Coast Busos uneix diferents pobles i ciutats sobre la Costa Juràsica, recorrent una ruta de 142 km: Exeter, Sidford, Beer, Seaton, Lyme Regis, Charmouth, Bridport, Abbotsbury, Weymouth, Wool i Wareham. Des de Weymouth, els viatjants poden prendre trens a Londres i Bristol, i transbordadorés al port francès de Saint-Malo i les Illes Anglonormandes de Guernsey i Jersey.

## Educació
L'Associació Educativa de Chesil opera al sud de Dorset, i inclou cinc escoles d'infants, quatre escoles junior, dotze primàries, quatre secundàries i dues especials. El 69,8% dels habitants de Portland té títols acadèmics, una mica per sota de la mitjana general del comtat (73,8%). No obstant això, només el 10,2% dels residents té títols universitaris superiors, bastant menys que la mitjana general de Dorset (18,3%).
Existeixen dues escoles d'infants en Portland: l'Escola d'Infants Brackenbury, a Fortuneswell, i l'Escola d'Infants de Grove. L'illa té una escola junior (l'Escola Junior de la Comunitat d'Underhill, a Fortuneswell) i dues escoles primàries (l'Escola Primària de Sant Jordi, en Weston, i l'Escola Primària de Southwell). El Col·legi d'Arts Royal Manor és l'única escola secundària en Portland; no obstant això, no posseeix un centre de sixth form. El 2006, 787 alumnes estudiaven en Royal Manor, i el 2007 el 57% dels estudiants va obtenir almenys cinc qualificacions entri A* i C en el Certificat General d'Educació Secundària.
Alguns estudiants viatgen a Weymouth per preparar-se per a un examen opcional conegut com a Advanced Level o per assistir a les altres tres escoles secundàries de l'Associació Educativa de Chesil. El Col·legi Tecnològic Budmouth, a Chickerell, compta amb un centre de sixth form que el 2006 tenia 296 alumnes. El Col·legi de Weymouth, a Melcombe Regis, és un col·legi d'educació superior amb al voltant de 7.500 alumnes del Sud-oest d'Anglaterra i l'estranger, dels quals uns 1.500 assisteixen a cursos de preparació pel Advanced Level. El 2006, els alumnes del Col·legi Tecnològic van obtenir una mitjana de 647,6 punts en el Sistema de Punts UCAS, i els del Col·legi de Weymouth, 614,1 punts. Alguns estudiants de secundària i d'Advanced Level es traslladen a Dorchester per assistir a l'Escola Thomas Hardye. El 2007, el 79% dels estudiants d'aquesta escola va obtenir almenys cinc qualificacions entre A* i C en el Certificat General d'Educació Secundària, i el 78% dels resultats del Advanced Level es trobava entre l'A i la C.

## Cultura

### Esport i recreació

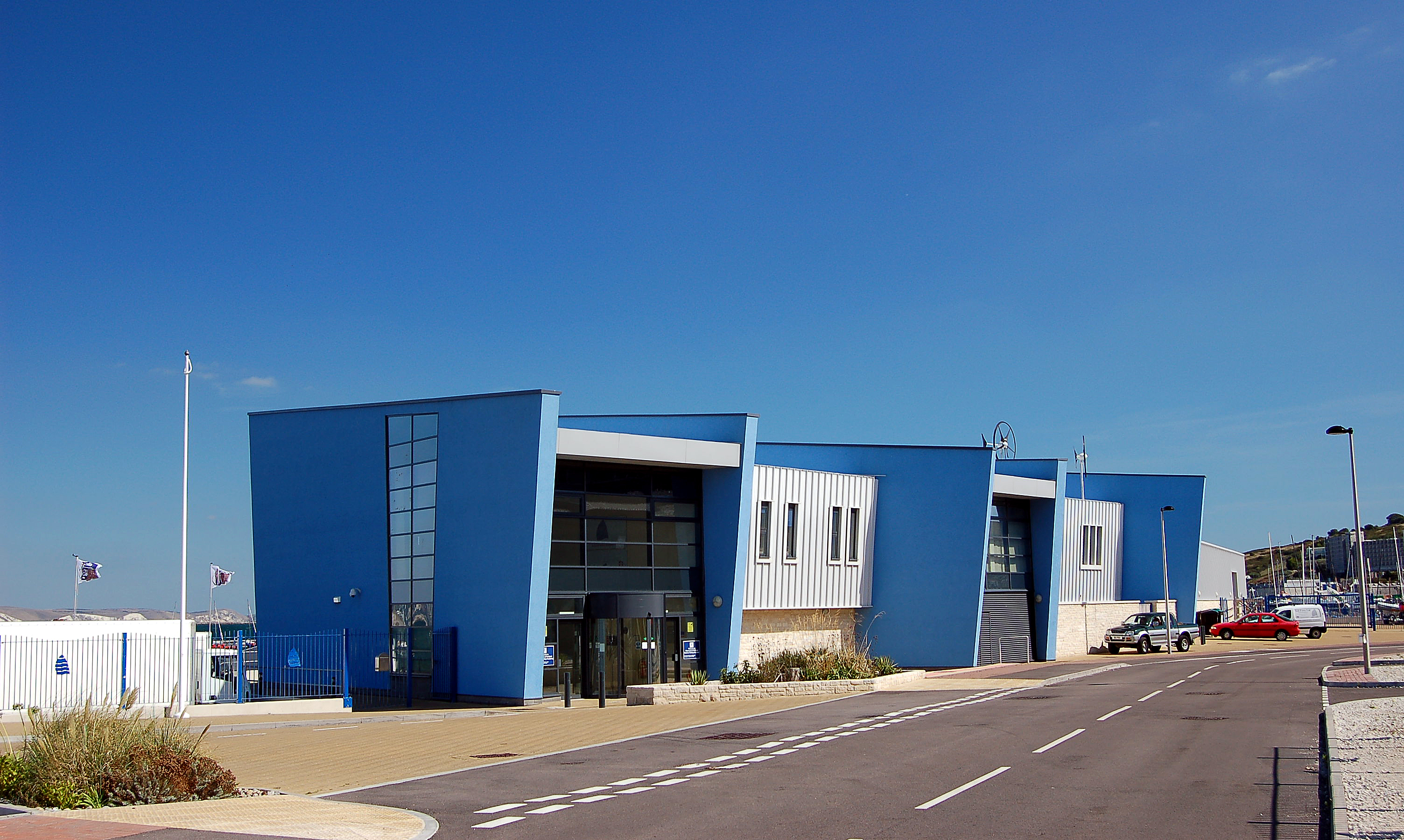
Edifici de l'Acadèmia Nacional de Navegació de Weymouth i Portland.

El 2000, va ser construïda en Osprey Quay, a Underhill, l'Acadèmia Nacional de Navegació de Weymouth i Portland com un centre per a la navegació en el Regne Unit. La Real Associació de Navegació va manifestar que les aigües de Weymouth i Portland eren les millors a Europa septentrional. El borough és seu regular d'esdeveniments locals, nacionals i internacionals de navegació, com el Campionat Mundial de J/24 al 2005, proves pels Jocs Olímpics d'Atenes 2004, el Campionat Mundial de la Federació Internacional de Vela el 2006, els campionats de l'Associació d'Esports de les Universitats Britàniques i els Campionats Nacionals per a Joves de la Real Associació de Navegació.
El 2005, l'Acadèmia va ser triada seu dels esdeveniments pertinents a la seva disciplina als Jocs Olímpics de Londres 2012, principalment perquè havia estat recentment edificada, de manera que no seria necessari invertir en la construcció d'instal·lacions noves. No obstant això, com a part dels plans de l'Agència de Desenvolupament Regional del Sud-oest d'Anglaterra per renovar Osprey Quay, es construirà un port esportiu amb 600 amarraderos i més serveis relacionats amb la navegació seran proveïts en el lloc. L'edificació de la infraestructura necessària està prevista per entre l'octubre del 2007 i finals del 2008, convertint a Weymouth i Portland en el primer lloc al Regne Unit a completar la construcció de les seves instal·lacions pels Jocs Olímpics.
La badia de Weymouth i el port de Portland són usats també per a uns altres esports aquàtics. Els vents constants afavoreixen la pràctica de windsurf i kitesurf. Chesil Beach i el port són regularment utilitzats per la pesca amb canya, busseig en naufragis, snorkelling, piragüisme i natació. En els penya-segats de pedra calcària i les pedreres sol practicar-se l'escalada; Portland compta amb àrees especials pel bulder i el psicobloc. No obstant això, l'escalada esportiva amb protecció és l'estil més difós a l'illa.

### Conills
A Portland, els conills han estat associats amb la mala sort des de fa segles. L'ús del nom d'aquests animals (rabbit, en anglès) és encara controversial, per la qual cosa són sovint anomenats underground mutton -carners subterranis-, long-eared furry things -coses amb pèl d'orelles llargues- o simplement bunnies -conillets-. Es creu que la por a la paraula rabbit va tenir el seu origen entre els treballadors de les pedreres; segons el mite, ells veien conills sortint dels caus just abans que caigués una roca i anessin culpats pel risc que es produïssin corriments perillosos, o fins i tot, letals. Va haver-hi diverses ensulsiades i en una oportunitat un treballador va morir quan el pes de la grua que operava va fer que el sòl, afeblit pels túnels i cavitats dels caus, cedís. Si veien un conill a les pedreres, els treballadors marxaven a casa durant la resta del dia, fins que fos segur tornar al treball.
Encara en l'actualitat, els residents més ancians de Portland s'ofenen o s'inquieten davant l'esment de la paraula rabbit. Aquesta superstició va ser donada a conèixer a nivell nacional en octubre de 2005, quan es van fer pòsters per publicitar la pel·lícula de Wallace i Gromit, La Maledicció de les Verdures. Respectant les creences locals, la paraula rabbit va ser omesa i en la publicitat van reemplaçar el títol de la pel·lícula per la frase Something bunny is going on?.

### En literatura
A The Warlord Chronicles (Les Cròniques del Senyor de la Guerra), Bernard Cornwell suggereix que Portland és l'illa dels Morts, un lloc per a l'exili interior, on el pas era vigilat per evitar que els "morts" (persones que sofrien demència) travessessin la llacuna Fleet i tornessin a Gran Bretanya. No obstant això, no existeix evidència arqueològica d'aquest esdeveniment.
Thomas Hardy la va anomenar -illa dels Arrojadores- (Isle of Slingers) a les seves novel·les. Era l'escenari central a The Well-Beloved i també va aparèixer a The Trumpet-Major. Els illencs eren excel·lents llançant pedres en defensa de la seva illa; i l'illa dels Arrojadores està notòriament basada en Portland: the Street of Wells representa Fortuneswell i The Beal, Portland Bill. L'escriptor també es va referir a l'illa com "Gibraltar del nord" (Gibraltar of the North), a causa de la seva semblança amb aquesta península mediterrània: la seva geografia física, aïllament, clima comparativament benigne i els carrers serpentejants de Underhill.